# Papiri di Elefantina
I papiri di Elefantina sono una collezione di antichi manoscritti ebraici risalenti al V secolo a.C. Provengono dalla comunità ebraica di Elefantina, allora chiamata Yeb, un'isola nel Nilo al confine con la Nubia, probabilmente fondata come installazione militare attorno al 650 a.C. durante il regno di Manasse, per aiutare il faraone Psammetico I nella sua campagna nubiana. Il terreno asciutto dell'Alto Egitto ha conservato i documenti provenienti dalle fortezze di confine di Elefantina e Syene (Assuan). Centinaia di questi papiri di Elefantina, scritti in ieratico e demotico, aramaico, greco, latino e copto, coprono un periodo di 100 anni. Sono sopravvissuti documenti legali ed un gruppo di lettere, venduti nel locale mercato d'antiquariato a partire dalla fine del XIX secolo, e sparsi in numerose collezioni dell'occidente.
Anche se alcuni frammenti di papiro sono molto antichi, la maggior parte sono scritti in aramaico, la lingua franca dell'impero persiano, e descrivono la comunità ebraica tra i soldati stanziati ad Elefantina durante il regno persiano (495-399 a.C.). Tra i documenti di Elefantina vi sono lettere e contratti legali provenienti da archivi di famiglia e da altre collezioni: documenti di divorzio, compravendita di schiavi ed altri affari, ed una ricca fonte di conoscenza del diritto, la società, la religione, la lingua e l'onomastica egizia.
La 'lettera di Pasqua' del 419 a.C. (scoperta nel 1907), che fornisce dettagliate istruzioni per la celebrazione della pasqua ebraica, la pesach, si trova nel museo egizio di Berlino.
Altri papiri di Elefantina si trovano presso il Brooklyn Museum. La scoperta dei papiri del museo di Brooklyn è interessante. I documenti furono acquistati la prima volta nel 1893 dal giornalista newyorkese Charles Edwin Wilbour. Dopo essere rimasti in un magazzino per oltre 50 anni, i papiri furono inviati al dipartimento egizio del museo di Brooklyn. Fu in questo periodo che gli studiosi compresero che "Wilbour aveva acquistato i primi papiri di Elefantina".

## Il tempio ebraico di Elefantina

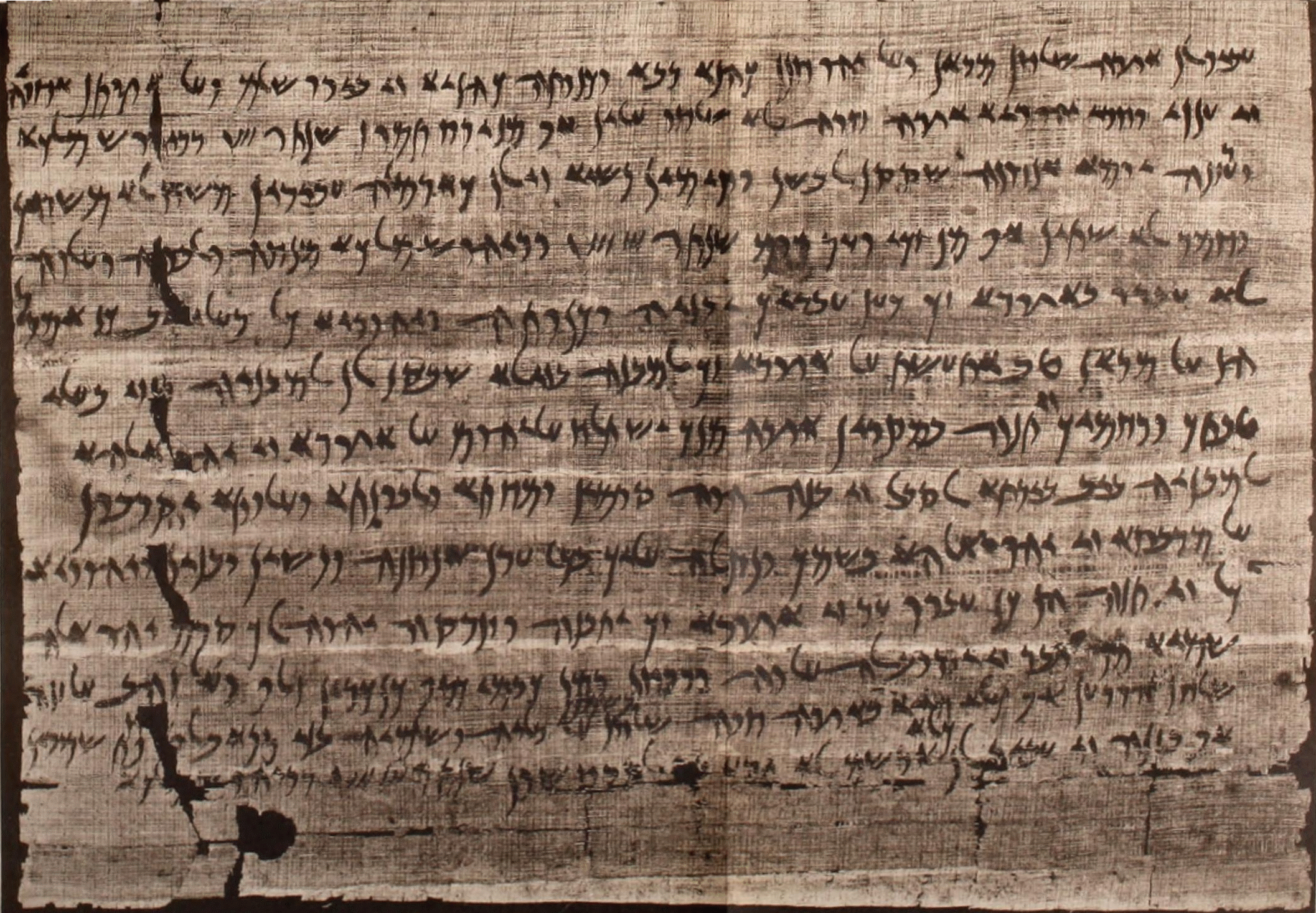
Lettera tratta dai papiri di Elefantina, con la quale si chiede la ricostruzione di un tempio ebraico ad Elefantina

Gli ebrei avevano un proprio tempio dedicato a Yahweh, che operava in associazione con la locale divinità con la testa di ariete, Khnum. La "Supplica a Bagoas" (collezione Sayce-Cowley) è una lettera scritta nel 407 a.C. indirizzata a Bagoas, governatore persiano della Giudea, in cui si chiedeva aiuto nella ricostruzione del tempio ebraico di Elefantina, recentemente gravemente danneggiato da una furia antisemita contro una parte della comunità cittadina.
In questa lettera, gli abitanti ebrei di Elefantina parlano dell'antichità del tempio danneggiato:
La comunità chiedeva anche aiuto a Sanballat I, un potentato samaritano, ed ai suoi figli Delaiah e Shelemiah, oltre che a Johanan ben Eliashib. Sia Sanballat che Johanan vengono citati nel Libro di Neemia, Ne, Nehemiah.
Ci fu una risposta di entrambi i governatori (Bagoas e Delaiah) che permisero la ricostruzione del tempio scritta in forma di memorandum:
"1Memorandum di cosa Bagohi e Delaiah dissero 2a me, dicendo: Memorandum: Puoi dire in Egitto ... 8di (ri)costruirlo nel luogo in cui si trovava...".
A metà del IV secolo a.C. il tempio di Elefantina terminò di funzionare. Vi sono prove archeologiche di lavori secondo le quali la ricostruzione ed ampliamento del tempio di Khnum durante il regno di Nectanebo II (360-343) occupò il posto del precedente tempio di YHWH.
Nel 2004 il Brooklyn Museum of Art organizzò una mostra intitolata "Jewish Life in Ancient Egypt: A Family Archive From the Nile Valley", che esaminava la coppia interconfessionale di Ananiah, un ufficiale del tempio di Yahou (noto anche come Yahweh), e di sua moglie Tamut, ex schiava egizia di proprietà di un padrone ebreo, Meshullam.
 Alcune mostre del 2002 includevano commenti sulle importanti analogie tra Giudaismo e la religione egizia, e su come potessero facilmente  convivere e miscelarsi ad Elefantina.